# 當銘真栄
當銘 真栄（とうめ しんえい、1966年5月3日 - ）は、日本の政治家。沖縄県糸満市長（2期）。元糸満市議会議員（2期）。

## 来歴
琉球政府（現・沖縄県）糸満市武富生まれ。糸満市立兼城中学校、沖縄県立糸満高等学校卒業。家業の當銘タタミ店を継ぐ。1995年（平成7年）、糸満市青年団協議会会長に就任。
2013年（平成25年）11月17日に行われた糸満市議会議員選挙に立候補し、日本共産党の支援も受け、初当選。2017年（平成29年）、再選。
2020年（令和2年）6月7日に行われた糸満市長選挙に前市長の上原裕常や日本共産党の支援を受けて立候補。自民党・公明党の推薦を受けた現職の上原昭ら2候補を破り初当選した。7月6日、市長就任。
※当日有権者数：47,087人 最終投票率：54.56%（前回比：-4.86pts）
| 候補者名 | 年齢 | 所属党派 | 新旧別 | 得票数   | 得票率 | 推薦・支持                 |
| -------- | ---- | -------- | ------ | -------- | ------ | -------------------------- |
| 當銘真栄 | 54   | 無所属   | 新     | 14,197票 | 56.43% | （支援）日本共産党         |
| 上原昭   | 70   | 無所属   | 現     | 9,715票  | 38.62% | （推薦）自由民主党・公明党 |
| 仲間堅二 | 60   | 無所属   | 新     | 1,245票  | 4.95%  |                            |

2024年（令和6年）6月16日、前糸満市議会議員の新垣勇太ら3候補を破り再選。次点の新垣との差は、僅か164票差だった。
※当日有権者数：47,576人 最終投票率：55.47%（前回比：+0.91pts）
| 候補者名 | 年齢 | 所属党派 | 新旧別 | 得票数  | 得票率 | 推薦・支持 |
| -------- | ---- | -------- | ------ | ------- | ------ | ---------- |
| 當銘真栄 | 58   | 無所属   | 現     | 9,403票 | 36.15% |            |
| 新垣勇太 | 39   | 無所属   | 新     | 9,239票 | 35.52% |            |
| 上原正次 | 68   | 無所属   | 新     | 4,368票 | 16.79% |            |
| 賀数郁美 | 40   | 無所属   | 新     | 2,998票 | 11.53% |            |

## 市政
- 2020年（令和2年）8月3日、新型コロナウイルス対策の財源に充てるため、自身の8月から2021年（令和3年）3月までの月額給与を30％減額する条例案を市議会臨時会に提出した。神谷和男副市長と幸地政行教育長については20％減額する。同日、同条例案は可決された[9]。